# Šmarje, Koper
Šmarje este o localitate din comuna Koper, Slovenia, cu o populație de 651 de locuitori.